# Station Deansgate
Deansgate is een spoorwegstation van National Rail in Deansgate, Manchester in Engeland. Het station is eigendom van Network Rail en wordt beheerd door Northern Rail. Het station is geopend in 1849.